# Elvira Banotti
Elvira Banotti (Asmara, 17 luglio 1933 – Lavinio, 2 marzo 2014) è stata una giornalista e scrittrice italiana, attivista femminista e fondatrice del gruppo di Rivolta Femminile nei primi anni settanta.

## Biografia
Nacque in Eritrea, dove uno dei suoi nonni si era trasferito per la costruzione della ferrovia a fine Ottocento e dove sposò un'eritrea. I genitori Banotti Alessandro ed Elena Vecchia, entrambi cittadini italiani dalla nascita, si sposarono nel 1928, prima dei patti lateranensi. Elvira, secondogenita di 6 figli, frequentò regolarmente le scuole governative delle colonia eritrea. Dopo la vicissitudini della guerra (terminata nel 1941 con la occupazione britannica) Elvira cominciò a lavorare a 14 anni e nel 1953 venne assunta al consolato di Asmara. Dopo aver conseguito il diploma al liceo scientifico, nel 1961 si iscrisse alla facoltà di giurisprudenza dell'Università Comboniana "Nigrizia" di Asmara.
Nel 1960 fu trasferita al consolato di Addis Abeba dove si scontrò con le direttive del console e ambasciatore italiano. Nel frattempo, si dedicò alla moda, disegnando modelli e allestendo delle sfilate presso il circolo italiano "Juventus" di Addis Abeba. La sua famiglia, di origini italiane, greche ed eritree, si trasferì a Roma tra il 1962 e il 1963.
Nella capitale, presso il Ministero degli Esteri, si occupò della rassegna stampa quotidiana per il ministro. Nel 1969 partecipò al programma di Gianni Bisiach L'ora della verità contestando l'intervistato Indro Montanelli, il quale raccontò come avesse comprato, nel 1935, una ragazzina abissina di 12 anni.
Fondò quindi il collettivo "Città sessuale". Nel luglio 1970 partecipò assieme a Carla Lonzi e Carla Accardi alla stesura del Manifesto di Rivolta femminile, che mette in luce tutti gli argomenti d'analisi che il femminismo italiano avrebbe fatto propri. Nel 1971 pubblicò il libro La sfida femminile, testo che raccoglie testimonianze di donne sull'aborto, che fu molto criticato e definito come delirante sia dal mondo giornalistico sia dal mondo politico.
Assieme ad altre femministe istituì il Tribunale 8 marzo per processare la religione e la Chiesa cattolica, venendo in seguito processata a L'Aquila con l'accusa di vilipendio della religione. In polemica con il comunismo, il marxismo e il Manifesto, ne occupò la sede, rivolgendosi criticamente ai suoi giornalisti. Partecipò come ospite fissa al Maurizio Costanzo Show su Canale 5, a L'istruttoria di Giuliano Ferrara su Italia 1 e ad altri programmi, dove attaccava la sessualità maschile, che considerava predatoria. Banotti affermava che le donne non fossero affatto interessate all'atto sessuale penetrativo in sé.
Negli anni successivi ha contrastato apertamente la pornografia trasmessa dalle emittenti televisive private, denunciando tra le altre Rete Mia, Rete A e Retecapri alla Procura della Repubblica, al Garante dell’Editoria e al Ministero delle pari opportunità. In un'intervista al Corriere della Sera ha dichiarato: "gli spot pornografici istigano alla violenza sulle donne, presentano lo stupro come un gioco erotico gradito al sesso femminile". Si è battuta anche contro la prostituzione ed ha osteggiato la riapertura delle case chiuse, arrivando a rovesciare un cesto di ghiande in testa a Tinto Brass.
Negli anni Novanta e Duemila scrisse per Il Foglio di Giuliano Ferrara, cui non risparmiava tuttavia critiche. Nel giugno 2013 ha attaccato duramente Ilda Boccassini da Il Foglio per quelle che riteneva "ossessioni inquisitorie" verso Berlusconi, e la comunità omosessuale (in particolare di Nichi Vendola) che accusa di "totalitarismo gay". Ne scaturì una polemica con Giuliano Ferrara e Pietrangelo Buttafuoco.
Il 13 giugno 2013 scrisse, sempre sul Il Foglio, un articolo contro la ministra Cécile Kyenge, per il proposito - a suo dire immotivato - di introdurre lo ius soli, che Banotti descrive nell'articolo come un'"imposizione che apre di fatto distonie e contrasti tra il bambino naturalizzato e il proprio nucleo familiare e parentale".
Muore a Lavinio il 2 marzo 2014.

## Opere
- La sfida femminile. Maternità e aborto, Bari, De Donato, 1971.
- Autobiografia Una ragazza speciale, L’Ortica, 2011, con il Manifesto di rivolta femminile in appendice[10]